# 정적복원성
정적복원성은 선박이 정수중에서 똑바른 자세로 떠 있으며, 또 이 상태에서 약간의 외력을 받아 순간적으로 좌현 또는 우현쪽으로 횡경사가 일어난 후에 처음의 똑바로 떠 있던 자세로 되돌아가면, '선박이 안정하다' 또는 '양의 복원성을 갖고 있다'고 말한다. 반면에 불안정한 선박에 약간의 외력을 가하여 횡경사를 시키면 점점 더 횡경사가 진행되어 최종적으로 초기에 떠 있던 자세와는 다른 경사각을 갖고 떠 있게 되며, 최악의 경우에는 선박이 전복할 수도 있다. 이러한 선박은 음의 복원성을 갖고 있다고 말한다. 아주 드물지만 외력을 가하여 어떤 각만큼 경사시킨 후에 힘을 제거했음에도 경사된 그 상태를 그대로 유지하는 선박도 있을 수 있는데, 이런 경우에 선박은 중립복원성을 가진다고 말한다.

## 복원성기준
선박의 설계시에 설계자들은 이상적인 GM값을 결정해야만 된다. 일반적인 선박에서는 대략 폭의 0.6% 정도가 보통이다. GM값을 작게 택했을 경우에는 사고로 인해 침수를 당하였을 때, 갑판 위에 얼음이 얼었을 때 등과 같은 상황에서 복원력이 부족해질 수 있고, 반면에 큰 GM값을 택하게 되면 과대한 복원력 때문에 횡동요 주기가 짧게 되며, 이에 따라 승선감을 해치게 된다. 또 심한 횡동요는 굴뚝, 돛대 등과 같이 솟아나와 있는 물체에 과대한 응력을 발생시키는 경우도 있다.

## 종방향 정적복원성
손상을 입지 않은 상태에서 선박이 음의 종복원 모멘트 때문에 선수 또는 선미가 물속으로 잠겨 전복하는 경우는 없다. 따라서 종방향 정적복원성은 선박에 화물을 탑재 또는 하역하거나, 또는 탑재되어 있는 중량물을 길이방향으로 이동했을 때에 선박의 트림을 추정하기 위하여 주로 사용된다.

## 같이 보기
- 중립복원성